# 圣马丁代莱
圣马丹德莱（法語：Saint-Martin-des-Lais，法語發音：[sɛ̃ maʁtɛ̃ de lɛ]）是法国阿列省的一个市镇，位于该省东北部，属于穆兰区。

## 地理
圣马丹德莱（46°40'4"N, 3°39'21"E）面积18.25 平方千米，位于法国奥弗涅-罗讷-阿尔卑斯大区阿列省，该省份为法国中部省份，北起涅夫勒省、西北接谢尔省，西南至克勒兹省，南至多姆山省，东南临卢瓦尔省，东临索恩-卢瓦尔省。
与圣马丹德莱接壤的市镇（或旧市镇、城区）包括：卢瓦尔河畔加奈、昂日耶夫尔河畔加尔纳、帕赖勒弗雷西勒、克罗纳、莱姆、卢瓦尔河畔维特里。
圣马丹德莱的时区为UTC+01:00、UTC+02:00（夏令时）。

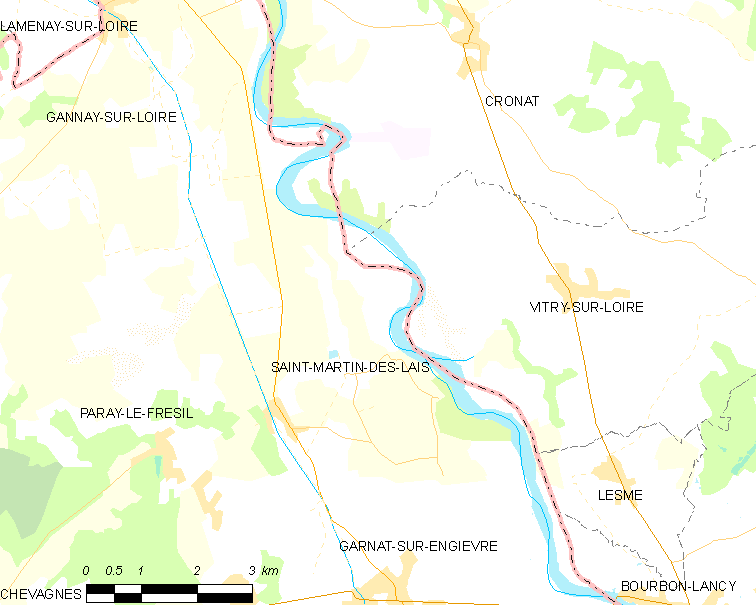
圣马丹德莱的OSM定位图

## 行政
圣马丹德莱的邮政编码为03230，INSEE市镇编码为03245。

## 政治
圣马丹德莱所属的省级选区为贝布尔河畔栋皮埃尔县。

## 人口

1962-2008年间圣马丹德莱人口变化图示

圣马丹德莱于2022年1月1日时的人口数量为125人。